# Иван Кьосев
 Тази статия е за художника.  За учителя и духовник вижте Иван Кьосев (свещеник).  
Иван Борисов Кьосев е български художник, график и илюстратор.

## Биография
Иван Кьосев е роден на 05.02.1933 г. в гр. Бургас. През 1957 г. завършва илюстрация във ВИИИ „Н.Павлович“ при проф.Илия Бешков.
Член на ръководството на секция „Графика и илюстрация“ към Съюза на българските художници, член на Управителния съвет на СБХ, художник в издателствата „Септември“ и „Свят“. Участва заедно с Борис Ангелушев в оформянето на вестник „Литературен фронт“. През 1963 - 1964 г. е главен художник в издателство „Просвета“.
Изявява се в областта на илюстрацията, графичния дизайн на книгата и библиотечните оформления в най-различни жанрове (класика, детска литература, поезия, публицистика, мемоаристика и др.). Автор е на шрифтове.
Участва в множество международни и национални изложби – Международна изложба на изкуството на книгата – Лайпциг, ГДР (1965), Първа национална изложба на илюстрацията – София (1968), Международна изложба-панаир на книгата – Болоня, Италия (1969), Международна изложба на изкуството на книгата – Москва, СССР (1969), Международните изложби на изкуството на книгата в Братислава и Белград. През 1983 г. представя самостоятелна изложба в СБХ, ул. „Шипка“ 6, в София.
Носител на множество награди: Награда на конкурса за най-хубави книги – за илюстрациите към „Школска стряха“ от Александър Муратов и към „Мечтата на Динко“ от Иван Василев (1962), Втора награда на конкурса за най-хубави книги – за илюстрациите към „Приказки“ от Братя Грим, и към „Един янки в двора на крал Артур“ от Марк Твен (1964), Златен медал (заедно с издателство „Народна култура“) за цялостно представяне и сребърен медал за оформление на „Майка Кураж и нейните деца“ от Бертолд Брехт от Международната изложба на изкуството на книгата в Лайпциг (1964), Награда за високи достижения в изкуството на българската книга за „Зюбюк“ и „Оскар Уайлд“ (1967), Награда за илюстрация „Борис Ангелушев“ от СБХ за цялостно представяне като график (1968), I награда от конкурса за най-хубаво отпечатана книга в България от обединение „Българска книга“ – за „Жерминал“ от Емил Зола, „Валенщайн“ и „Легенда за Сибин“ (1968), Специална годишна награда „Борис Ангелушев“ на СБХ за изключителни достижения в изкуството на книгата и илюстрациите (1969 и 1976).
През 1972 г. е удостоен със званието „заслужил художник“, през 1974 г. става носител на Димитровска награда. Награден през 1975 г. с орден „Кирил и Методий“ ІІІ степен, а през 1983 г. с орден „Народна република България“ ІІ степен. Носител е на сребърен орден на труда за участие в строителството на кораба „Радецки“.